# Червиви езера
Червѝвите езера̀ са две ледникови езера в Централна Рила (Скакавишки дял), на територията на Национален парк „Рила“.
Намират се на 3 km югоизточно от връх Йосифовица (2697 m). В близост са и върховете Шишковица (2669 m) и Зелени връх (2526 m). Първото езеро е разположено на по-голяма надморска височина и има по-голяма площ. Формата му е почти кръгла, със стръмни брегове. От източната страна се оттича към второто езеро, което е с продълговата форма. То дава началото на ляв приток на река Бели Искър. Най-близко разположеният туристически обект е хижа „Рибни езера“.